# Liste der Baudenkmale in Ophir
Die Liste der Baudenkmale in Ophir umfasst alle vom New Zealand Historic Places Trust (NZHPT) als „Historic Place“ oder „Historic Area“ eingestuften Baudenkmale und Flächendenkmale der neuseeländischen Ortschaft Ophir in Neuseeland. Die Angaben stammen aus dem Register des NZHPT. Die Bezeichnungen der Baudenkmale orientieren sich an diesem Register. In die Liste werden auch bekannte Wahi Tapu (Area), kulturell und religiös bedeutsame Stätten und Gebiete der Māori, aufgenommen. Sie werden jedoch meist nicht publiziert.

| Bild                | Bezeichnung                              | Ort   | Anschrift                                      | Beschreibung | Bauzeit         | Eintrag           | Nummer | Kat. |
| ------------------- | ---------------------------------------- | ----- | ---------------------------------------------- | --- | --------------- | ----------------- | ------ | ---- |
| weitere Bilder      | Daniel O’Connell Bridge                  | Ophir | Ophir Bridge Road Karte                        | Brücke über den Manuherikia River                                                                                          | 1879–1880       | 28. Juni 1984     | 338    | 1    |
| weitere Bilder      | Ophir Post Office                        | Ophir | 53 Swindon Street Karte                        | Post- und Telegrafenamt | 1886            | 22. November 1984 | 341    | 1    |
| weitere Bilder      | Pitches Store                            | Ophir | 45 Swindon Street Karte                        | Laden aus der Goldgräberzeit                                                                                               | 1870            | 14. Dezember 1995 | 7282   | 2    |
| weitere Bilder      | Jenkins' Cottage and Outbuildings        | Ophir | 28 Swindon Street Karte                        | Wohnhaus und Nebengebäude                                                                                                  | 1860–1878 (ca.) | 2. Mai 1913       | 3230   | 2    |
| BW                  | St Andrew's Presbyterian Church (Former) | Ophir | 13 Swindon Street Karte                        | Kirche, ehemalige presbyterianische                                                                                        | 1897            | 27. Juni 2013     | 3246   | 2    |
| weitere Bilder      | Ophir Courthouse (Former)                | Ophir | 49 Swindon Street Karte                        | Gerichtsgebäude, ehemaliges                                                                                                | 1868, 1884      | 27. Juni 2013     | 2372   |      |
| Ophir Historic Area | Ophir Historic Area                      | Ophir | Ecke Swindon Street und Macdonald Street Karte | Ort Ophir und anliegende Landfläche mit Überresten des Goldbergbaus, umfasst auch die Einzeldenkmale Nr. 338, 341 und 7282 | 1863 (ab)       | 27. Oktober 1995  | 7268   | HA   |